# Кваліфікація злочинів
Кваліфікація злочинів у кримінальному праві – точна кримінально-правова оцінка конкретного суспільно-небезпечного діяння в суспільстві. Вона полягає у встановленій відповідності між ознаками абсолютної небезпечно-суспільної дії і ознаками, передбаченого в нормах кримінального закону.
Кваліфікацію злочинів здійснюють вповноважені на це відділи і посадові особи: слідчий, дізнавач, прокурор і судді. Виділяють і особливу кваліфікацію, яку може здійснити будь-яка людина.
Юридичним повноваженням кваліфікації злочину є його склад.

## Склад кваліфікації злочину
Процес розумовий логічний (інакше:Кваліфікація злочину) - складається із здійснення по закону і із здійснення методами, не застосованими на значеннях тверджень, а заснованими на тведженнях із відірваною формою їх від їх змісту на шкоду суті справи (на формальних твердженнях у логіці). До методів цього розумового процесу належить:  дедукція, індукція, аналіз, синтез, тощо.
Кваліфікація злочину є першим етапом здійснювання норм, кримінального закону при розслідуванні злочину.

## Принципи кваліфікації злочину
Принцип кваліфікації злочину - це загальні початки, вихідні положення, котрими слід керуватися при встановленні відповідності між фактичними ознаками скоєного й академічними ознаками, закріпленими у кримінально-правовій нормі, при пошуку статей кримінального закону, якими передбачено відповідальність за злочин. На підставі таких принципів здійснюється вибір кримінально-правової норми, що передбачає скоєне діяння, доводиться необхідність застосування саме цієї норми та процесуально закріплюється висновок, що діяння охоплюється саме обраною нормою. Таким принципам властиві як усі риси цілого - правових принципів - так і специфічні риси, що зумовлюються процесом правозастосовної діяльності.
Принципи кваліфікації злочинів не закріплені у кримінальному законі, тому їх види, систему та зміст розкриває лише теорія кваліфікації злочинів. Встановити, які положення є принципами кваліфікації злочинів, можна, базуючись на аналізі норм Конституції України, кримінально-правових положень Загальної та Особливої частин КК України, міжнародно-правових актів, схвалених державою, виходячи із загальновизнаних теоретичних постулатів і позицій, яких дотримується правозастосовна практика. Принципи кваліфікації злочинів не лише відбивають панівні погляди щодо пошуку норми Особливої частини КК України, якою передбачено відповідальність за скоєне, з приводу встановлення (доведення) відповідності між фактом і нормою, а й містять вимоги, адресовані законодавцеві й учасникові правозастосовної діяльності. Вони повинні бути відомими та зрозумілими особам, дії яких кваліфікуються, та й усім громадянам загалом.
Кваліфікація злочинів повинна здійснюватися з дотриманням таких принципів:
- Законність
- Офіційність
- Об'єктивність
- Точність
- Індивідуальність
- Повнота
- Вирішення суперечних питань на користь особи, дії якою кваліфікують
- Недопустимість подвійного інкримінування

## Етапи кваліфікації злочинів
Кваліфікація злочину виконується в наступні етапи:
1. Встановлення фактичних обставин справи.
2. Встановлення конкретної норми кримінального закону, яка передбачає відповідальність за злочин, який був здійснений.
3. Встановлення складу злочину.
4. Закріплення результатів в процесуальному акті.

Кваліфікація проводиться на різних етапах судочинства, її роздільні результати закріплюються у відповідних процесуальних документах та актах.

## Значення кваліфікації злочину
Правильна кваліфікація грає важливу роль для: 
- дотримання принципу
- правильної оцінки ступеня суспільної небезпеки злочину
- визначення шкоди, яку зумовив злочин
- визначення справедливого покарання, його виду і розміру
- визначення складу злочину і розмежування схожих складів між собою